# Palacio Kazimierz
El Palacio Kazimierz ( en polaco: Pałac Kazimierzowski ) es un palacio reconstruido en Varsovia, Polonia. Es adyacente a la Ruta Real, en Krakowskie Przedmieście 26/28 .
Construido originalmente en 1637-41, fue reconstruido por primera vez en 1660 por el rey Juan II Casimiro ( en polaco: Jan II Kazimierz Waza, de quien toma su nombre) y nuevamente en 1765-68, por Domenico Merlini, para el Cuerpo de Cadetes establecido por el rey Estanislao II Augusto .
Desde 1816, el Palacio Kazimierz ha servido intermitentemente como sede de la Universidad de Varsovia (que fue cerrada por las autoridades imperiales rusas después de cada levantamiento por parte de sus súbditos polacos, y en 1939-44 por los alemanes).

## Historia

### Origen

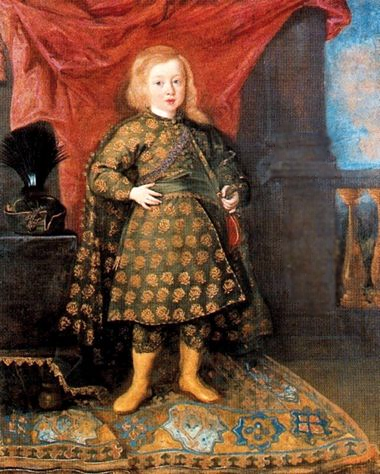
El príncipe Zygmunt Kazimierz Vasa en la logia del palacio, frente al río Vístula, 1644

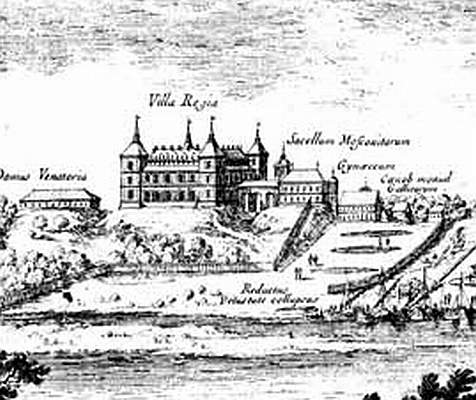
Villa Regia ("Villa Real"), 1656

El Palacio Kazimierz fue erigido en 1637-41 para el rey Władysław IV en el estilo manierista del barroco temprano como una villa suburbana (villa suburbana) bautizada como Villa Regia (en latín, "Villa Real"), según el diseño del arquitecto italiano Giovanni Trevano. Fue construido como un edificio rectangular con torres en las esquinas, un tipo de residencia conocida como Poggio-Reale - Serlio por la Villa Poggio Reale en Nápoles.
La Villa Regia contaba con una magnífica logia en su fachada ajardinada, con una maravillosa vista del río Vístula y su orilla opuesta, Praga. Tenía cuatro alcobas y dos jardines: un jardín de flores en la parte delantera y un jardín botánico en la parte trasera. Ambos jardines estaban adornados con esculturas que había adquirido el arquitecto real Agostino Locci. Algunas habían sido compradas en Florencia por 7.000 guldens, otras habían sido realizadas en Praga por Adrien de Vries. Según Adam Jarzębski, entre ellos había un Hércules luchando contra el centauro Neso y un Caballo mordido por una serpiente. Otra característica de los jardines era una gran glorieta en la que inicialmente tenía su estudio el pintor real flamenco Christian Melich, pero que más tarde fue elegida por la reina María Luisa Gonzaga como sede de su salón literario.
El palacio tenía un rico mobiliario, con techos dorados de estilo veneciano (los ejemplos sobrevivientes de tales techos en Polonia se pueden ver en el Palacio Episcopal en Kielce ) y portales de mármol marrón Chęciny y negro Dębnik. En la década de 1650, el escultor Giovanni Francesco Rossi creó profusas decoraciones de mármol de estilo barroco romano, con bustos de emperadores romanos y del rey Juan II Casimiro y la reina María Luisa Gonzaga (hoy en exhibición en el castillo de Gripsholm en Suecia). Estas decoraciones eran tan valiosas que durante el diluvio sueco, el rey Carlos X Gustav de Suecia ordenó que se retiraran los marcos de las ventanas y se transportaran a Suecia.
La Villa Regia contaba con una gran sala de conciertos, decorada con un plafón pintado al óleo que representaba a Santa Cecilia, patrona de la música y de la Reina Cecila Renata, donde la Royal Cappella Vasa daba frecuentes conciertos, y una gran colección de esculturas antiguas que serían saqueada durante el diluvio por Federico Guillermo, elector de Brandeburgo, y llevada a Berlín; mientras que las esculturas del jardín fueron llevadas a Suecia. Luego, habiendo sido saqueado, el palacio fue incendiado.

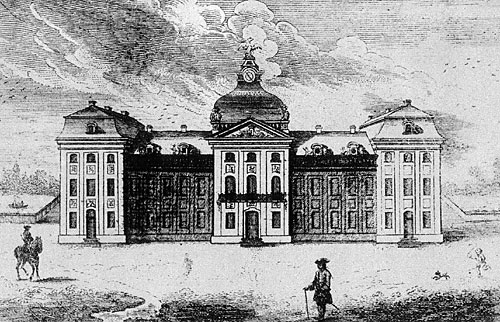
Palacio de Sułkowski

Después de las devastaciones provocadas por el Diluvio, la Villa Regia fue reconstruida dos veces, en 1652 y 1660, según los diseños de Izydor Affait o Titus Livius Burattini, y pasó a llamarse "Palacio de Kazimierz" por el rey Juan II Casimiro, que la favoreció como residencia.
Abandonado en 1667, el palacio pasó a ser propiedad del rey Juan III Sobieski. En 1695, el edificio fue totalmente destruido por un incendio.

### Reconstrucción
Hacia 1724, la propiedad pasó a manos del rey Augusto II. En este periodo se construyeron una puerta de entrada en Krakowskie Przedmieście y ocho barracones colocados perpendicularmente a la fachada del palacio.

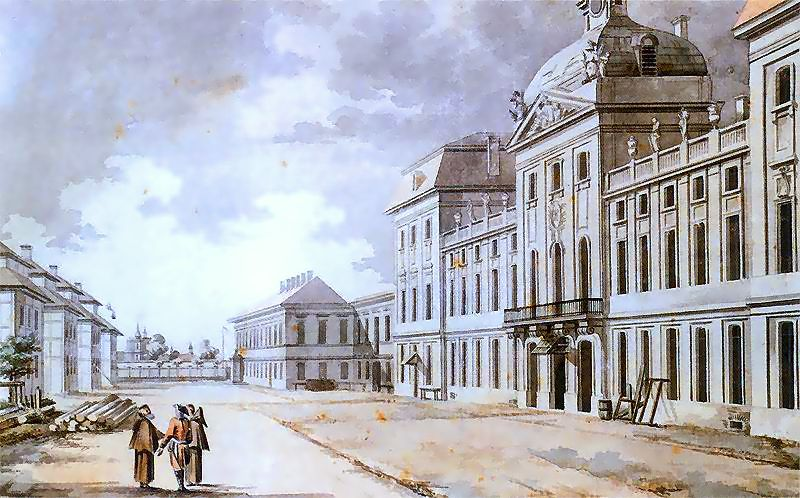
Cuerpo de Cadetes, 1785

En 1735, el palacio pasó a ser propiedad del conde Aleksander Józef Sułkowski. Allí se instalaron una fábrica de ladrillos, una fábrica de estufas y una cervecería, y en 1737-39 reconstruyó el palacio, probablemente según un diseño rococó de Johann Sigmund Deybel y Joachim Daniel von Jauch. El palacio fue ampliado y cubierto con techos de mansarda. La parte central del edificio se adornó con un remate bulboso con un reloj y un águila.
En 1765, la propiedad pasó a manos del rey Stanisław II August, que ubicó aquí el Cuerpo de Cadetes tras el rediseño del interior por parte de Domenico Merlini. A partir de 1769, el famoso periódico patrocinado por el rey, el Monitor, se imprimía en un establecimiento alojado en una dependencia del palacio. El 5 de abril de 1769, la obra patriótica Junak se presentó en un escenario del Cuerpo de Cadetes en el palacio.
En 1794, tras la represión del Levantamiento de Kościuszko, el Cuerpo de Cadetes fue clausurado.

### Universidad de Varsovia

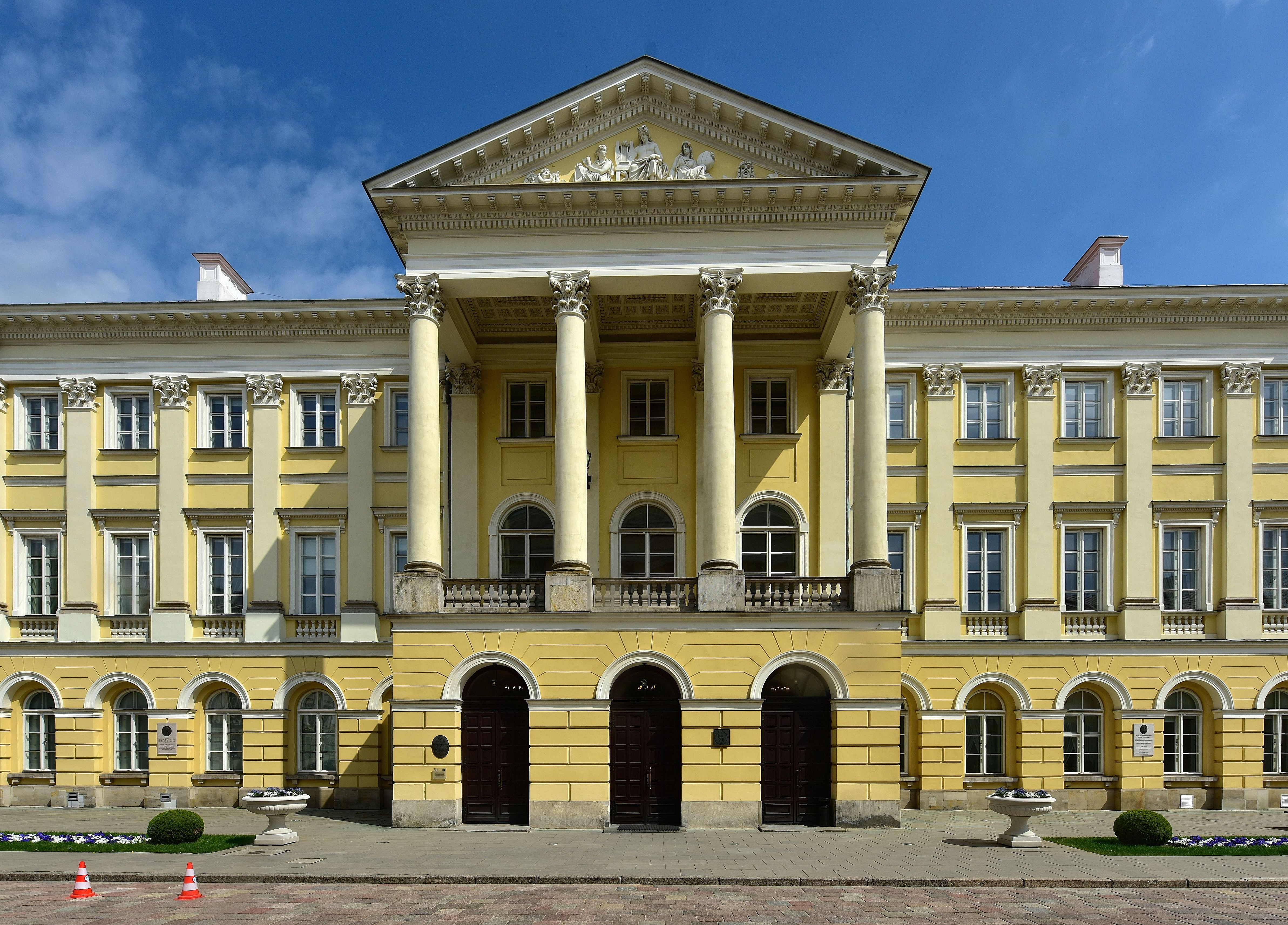
Palacio Kazimierz, 2019

En 1814, un incendio destruyó los cuarteles situados delante del palacio, y en 1816 su lugar fue ocupado inicialmente por dos pabellones laterales diseñados por Jakub Kubicki. Ese mismo año, el palacio se convirtió en la sede de la Universidad de Varsovia. Al mismo tiempo, entre 1817 y 1831, albergó el Liceo de Varsovia, un centro de enseñanza secundaria donde el padre de Frédéric Chopin enseñaba francés y entre cuyos alumnos se encontraba el propio Chopin.
Los años 1818-22 vieron la expansión de dos pabellones paralelos a Krakowskie Przedmieście, diseñado por Michał Kado. En 1824, el palacio fue completamente reconstruido en estilo clasicista según el diseño, probablemente de Hilary Szpilowski y Wacław Ritschel. Aproximadamente en 1820, se levantaron dos pabellones más, uno norte y otro sur, en el edificio del palacio.

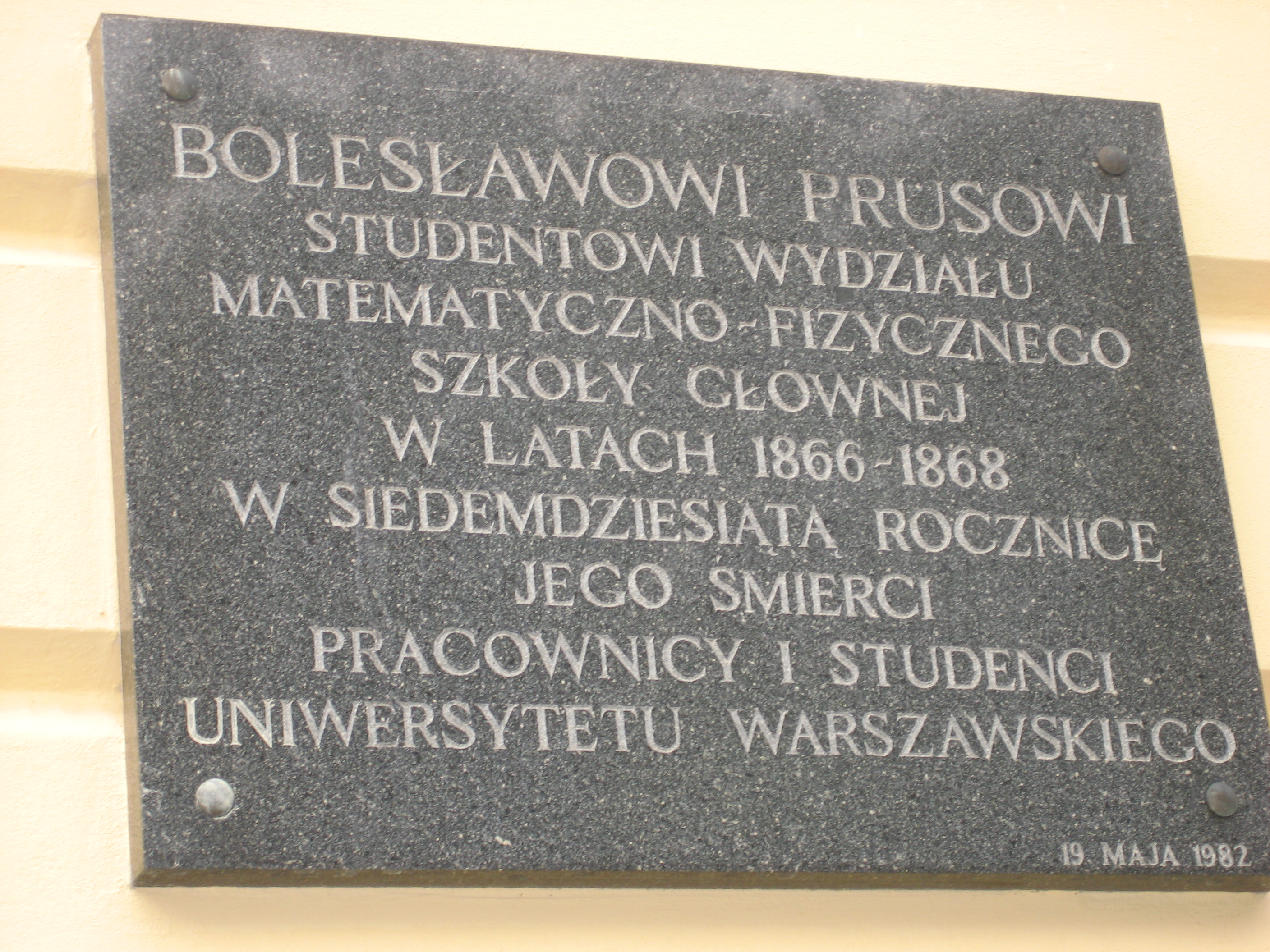
Placa en el Palacio Kazimierz de la Universidad de Varsovia, que conmemora al estudiante Bolesław Prus de 1866-1868

En 1840-41, se construyó el siguiente pabellón, diseñado por Antonio Corazzi, originalmente para ser una escuela secundaria y luego como sede de la "Escuela Principal" (es decir, la Universidad de Varsovia ). Aproximadamente en 1863, los pabellones fueron reconstruidos según los diseños de Antoni Sulimowski.
En 1891-94, en el patio entre el palacio y la puerta Krakowskie Przedmieście, se construyó un edificio de la biblioteca según un diseño de Antoni Jabłoński-Jasieńczyk y Stefan Szyller, y en 1910 se construyó una nueva puerta Krakowskie Przedmieście. En 1929-31 se reconstruyó el edificio de la biblioteca, y en 1930 se levantó el edificio del Auditorio Máximo según un diseño de Aleksander Bojemski.
Durante la Segunda Guerra Mundial, el Palacio de Kazimierz fue destruido, junto con otros edificios de la Universidad de Varsovia. Sufrió durante la defensa de Varsovia en 1939 y el levantamiento de Varsovia en 1944. Después de la guerra, en 1945-54, el palacio fue reconstruido según un diseño de Piotr Biegański. La reconstrucción de todo el campus se completó finalmente en 1960.
El Palacio Kazimierz alberga actualmente el rectorado de la Universidad de Varsovia, así como el Museo de Historia de la Universidad de Varsovia. Desde la revitalización del edificio en 2006 (en parte con fondos de la Unión Europea ), el edificio es uno de los más atractivos de la Ruta Real de Varsovia.